# Paracolpodia
Paracolpodia is een muggengeslacht uit de familie van de galmuggen (Cecidomyiidae).

## Soorten
- P. capitata (Felt, 1914)
- P. furcata Mamaev, 2001